# Seth Tuttle
Seth Tuttle, né le 5 septembre 1992, à Mason City, en Iowa, est un joueur américain de basket-ball. Il évolue au poste d'ailier.

## Palmarès et distinctions

### Palmarès
- Joueur de l'année de la Conférence Missouri Valley 2015
- First-team All-MVC 2014, 2015
- MVP du MVC Tournament 2015
- Freshman de l'année MVC 2012

### Distinctions personnelles
- 6 fois joueur de la semaine en championnat de Belgique[1],[2].